# Bruno Schröder (Archäologe)
Walter Bruno Schröder (* 25. Oktober 1878 in Rostock; † 18. Mai 1934 in Dresden) war ein deutscher Klassischer Archäologe.
Schröder verbrachte seine Schulzeit in Rostock und begann hier auch im Sommersemester 1897 sein Studium der Archäologie und Philologie. Nach einem Jahr wechselte er an die Universität Bonn, wo Georg Loeschcke sein wichtigster Lehrer werden sollte. Am 5. August 1901 wurde er an der Universität Bonn mit einer Arbeit über die Grabdenkmäler der römischen Kaiserzeit promoviert. Das Reisestipendium des Deutschen Archäologischen Instituts ermöglichte es Schröder, 1902/03 Griechenland und Kleinasien zu bereisen. Bei den Ausgrabungen in Pergamon wirkte er kurzzeitig an der Bearbeitung der griechischen Inschriften des Gymnasiums mit.
Im Oktober 1903 trat er seinen Dienst als wissenschaftlicher Hilfsarbeiter an der Antikensammlung der Königlichen Museen zu Berlin an. Seit April 1905 war er Direktorialassistent von Reinhard Kekulé von Stradonitz, seit 1908 Kustos und Professor. Die ersten Jahre am Museum waren von Neustrukturierungen der Ausstellung bestimmt. Schröder durfte an diesen Umbaumaßnahmen und Erweiterungen eigenverantwortlich mitwirken und zeigte sich hierbei vor allem für die Skulpturensammlung verantwortlich. Die Konzeption der Ausstellung nach kunsthistorischen Gesichtspunkten beschäftigte ihn während der gesamten Berliner Zeit. Er verfasste einen Führer zu den Skulpturen, veröffentlichte einen Großteil der Neuerwerbungen des Museums im Archäologischen Anzeiger und schrieb mehrere Winckelmannsprogramme. Zudem bearbeitete er Kekulés Handbuch Die griechische Skulptur. Seine Arbeiten zu den Skulpturen, etwa die umfangreichen Literaturauszüge, sind noch in die Beschreibung der Sammlung von Carl Blümel eingeflossen.
Zum 1. August 1925 verließ Schröder Berlin und wechselte in Nachfolge von Paul Herrmann als Direktor an die  Skulpturensammlung in Dresden. Hier hatte er nicht nur für antike Statuen die Verantwortung, sondern auch für Werke des alten Ägyptens und der Neuzeit. Das kam Schröders Neigungen durchaus entgegen, hatte er doch beispielsweise schon in seiner Berliner Zeit den Aufsatz Anselm Feuerbach und die Antike neuerer Kunst gewidmet. Durch Ankäufe legte er den Grundstock der Sammlung klassizistischer Plastik im Albertinum. Auch in Dresden war eine Neuordnung der Sammlung nötig, zudem gehörten in den Aufgabenbereich des Direktors traditionell auch öffentliche Vorträge. Daneben war Schröder Honorarprofessor für Antike Kunstgeschichte an der Technischen Hochschule Dresden. Er unterzeichnete im November 1933 das Bekenntnis der Professoren an den deutschen Universitäten und Hochschulen zu Adolf Hitler. Wohl unter dem allgemeinen Druck der neuen Machthaber, einer Denunziation und des Mangels an Widerstandskraft gegen das neue politische System in Deutschland schied der weichherzige und empfindsame Schröder am 18. Mai 1934 freiwillig aus dem Leben.
Schröder prägte als Reorganisator der Dauerausstellung zweier der wichtigsten deutschen archäologischen Sammlungen das Verständnis der antiken Kunst für einen nennenswerten Zeitraum mit. Er beschäftigte sich mit Meister- und Datierungsfragen der Werke, wie es zu seiner Zeit nicht ungewöhnlich war. Daneben brachte er sein eigenes Können als Zeichner und Bildhauer in die Arbeit ein, schärfte seine privaten künstlerischen Interessen, doch auch den archäologischen Blick. Schröder war Mitglied des Deutschen Archäologischen Instituts und der Archäologischen Gesellschaft zu Berlin.

## Schriften (Auswahl)
- Studien zu den Grabdenkmälern der römischen Kaiserzeit. Bonn 1902 (= Dissertation).
- Der Sport im Altertum. H. Schoetz & Co., Berlin 1927 (= Kunst und Kultur, Bd. 7).
- Archaische, griechische Skulpturen / Schröder, Bruno. — Berlin : J. Bard, 1923.
- Römische Bildnisse / Schröder, Bruno. — Berlin : J. Bard, 1923.
- Alkamenes-Studien / Schröder, Bruno. — Berlin : Vereinigung wissenschaftl. Verleger, 1921.
- Griechische Bronzeeimer in Berliner Antiquarium / Schröder, Bruno. — Berlin : G. Reimer, 1914.
- Zum Diskobol des Myron / Schröder, Bruno. — Straßburg : Heitz, 1913.